# خدا بزرگ نیست
خدا بزرگ نیست، چگونه دین همه چیز را مسموم می‌کند (به انگلیسی: God Is Not Great: How Religion Poisons Everything) نام کتابی ضدّ دین است که توسط کریستوفر هیچنز نوشته شده است.
هیچنز در این کتاب بیان می‌کند که دین خشن، غیر عقلانی، متعصّب و همچنین یاور نژادپرستی، قبیله گرایی و حماقت و بلاهت و دشمن آزادی عقاید و تحقیر کنندهٔ زنان و زورگو نسبت به کودکان است. او مطالب خود را با استفاده از برخی تجارب شخصی، مطالب تاریخی و انتقاداتی به متون و کتاب‌های دینی طرح (و نه اثبات) می‌کند. بیشتر مطالب او در مورد ادیان ابراهیمی است ولی مواردی را هم نسبت به هندوییسم و دین بودا نوشته است. هیچنز قبل از نگارش این کتاب از ایران بازدید کرده بود و مدتی نیز در شهر اصفهان بود.

## خلاصه کتاب
انتقاد هیچنز از دین در کتابش روی چهار مورد زیر متمرکز است:
- دین آغاز جهان و انسان را به اشتباه معرفی می‌کند.
- دین بدون دلیل منطقی تفاضای سرکوب خصوصیّات طبیعی انسان را دارد.
- دین افراد را به سوی خشونت و پیروی کورکورانه می‌کشد.
- دین به‌طور علنی و خصمانه، مخالف تحقیق آزاد و بی‌طرف است.

## میزان فروش
این کتاب در تاریخ ۱ می ۲۰۰۷ منتشر شد و طی یک هفته به رتبهٔ دوم بالاترین فروش در وبسایت آمازون بعد از هری پاتر دست یافت و در هفته سوم به رده بالاترین میزان فروش در فهرست نیویورک تایمز رسید.

## نقد
برادرش پیتر هیچنز کتاب طغیان علیه خدا، چگونه بی‌خدایی مرا بسوی دین سوق داد را نگاشت که از سوی رسانه‌ها پاسخی به این کتاب تلقی گردید.